# Alekszej Ivanovics Buldakov
Alekszej Ivanovics Buldakov, oroszul: Алексей Иванович Булдаков (Makarovka, 1951. március 26. – Ulánbátor, Mongólia, 2019. április 3.) szovjet-orosz színész.

## Életútja
1951. március 26-án született az Altaji határterületen, Makarovka faluban, majd a családjával Pavlodarba költözött. Itt fiatal korában ökölvívással és birkózással foglalkozott. A pavlodari színház drámaiskolájában végezte színművészi tanulmányait. 1976-ig a pavlodari, a tomszki és a rjazanyi színházban játszott. Ezt követően 1982-ig a karagandai Orosz Színház társulatának a tagja volt. 1985 és 1993 között a Belaruszfilm foglalkoztatta. 1982-ben debütált filmszínészként. Több mint 150 filmben szerepelt.

## Fontosabb filmjei
- A tűzön át (Сквозь огонь) (1982)
- Противостояние (1985, tv-film)
- Éden akció (В двух шагах от «Рая») (1987)
- Моонзунд (1987)
- За всё заплачено (1988)
- Караул (1990)
- Мать (1990)
- Az állami vadászat különös vonásai (Особенности национальной охоты) (1995)
- Ширли-мырли (1995)
- Za co? (1995)
- Я – русский солдат (1995)
- A páncélos visszatér (Возвращение броненосца) (1996)
- Привет, дуралеи! (1996)
- Операция «С Новым годом!» (1996, tv-film)
- A nemzeti halászat sajátosságai (Особенности национальной рыбалки) (1997)
- Блокпост (1999)
- Особенности национальной охоты в зимний период (2001)
- Особенности национальной политики (2003)
- Tulse Luper bőröndjei (The Tulse Luper Suitcases) (2003)
- Гитлер капут! (2008)
- Утомлённые солнцем 2: Предстояние (2010)